# Hannu Lamberg
Pour les articles homonymes, voir Lamberg.
Hannu Lamberg (né le 26 décembre 1947 en Finlande) est un joueur finlandais de football, qui évoluait au poste d'attaquant.
Il est connu pour avoir terminé au rang de meilleur buteur du championnat de Finlande lors de la saison 1969 avec 18 buts (à égalité avec Pekka Talaslahti) ainsi que de la saison 1973 avec 13 buts.